# هورایزن اروپا

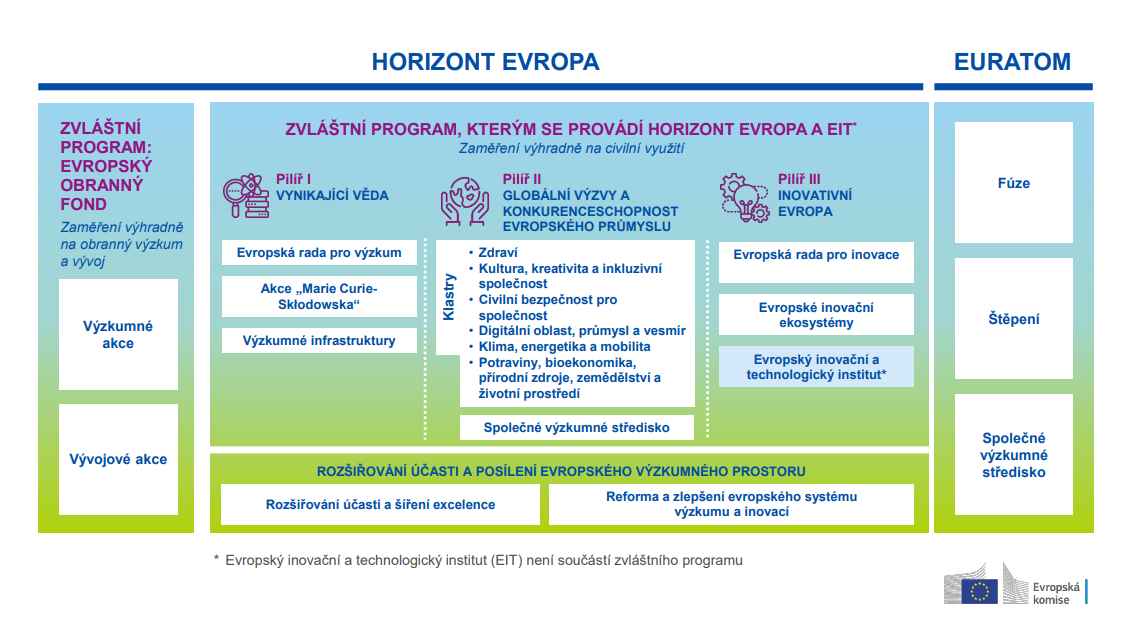
هورایزن اروپا

هورایزن اروپا، خط آسمان اروپا یا افق اروپا (انگلیسی: Horizon Europe) یک ابتکار برنامه‌ریزی تحقیقات علمی ۷ سالهٔ اتحادیه اروپا است که جانشین برنامهٔ اخیر افق ۲۰۲۰ و برنامه‌های چارچوب قبلی برای تحقیق و توسعه فناوری است. کمیسیون اروپا طرحی را برای هورایزن اروپا با افزایش ۵۰ درصدی هزینه‌های علمی اتحادیه اروپا طی سال‌های ۲۰۲۱–۲۰۲۷ تهیه و تصویب کرد.

## بودجه
بودجه ۹۵٫۵ میلیارد یورویی برای هورایزن اروپا که در سال ۲۰۲۱ راه اندازی شد، از ۷۷ میلیارد یورو برای برنامه‌های افق ۲۰۲۰ کنونی افزایش یافته‌است.
ناظران مستقل پیش‌بینی کرده بودند که بودجهٔ تأیید شدهٔ نهایی پس از اتمام مذاکرات طولانی با پارلمان اروپا و کشورهای عضو اتحادیه اروپا بسیار کمتر خواهد بود.
کارلوس موداس، کمیسر سابق اتحادیه اروپا برای تحقیقات، علم و نوآوری، همراه با بسیاری از گروه‌های مدافع، برای بودجه علمی گسترده‌تر اتحادیه اروپا پافشاری کرده بودند. او به منظور ایجاد حمایت سیاسی برای افزایش بودجه، از ایده‌های آمریکایی مبنی بر «برنامه فضایی آپولو» برای تمرکز تلاش‌های تحقیقاتی و افزایش علاقه عمومی استفاده کرد.